# Analong
Analong („drak z Ana“) byl rod vývojově starobylého sauropodního dinosaura, blízce příbuzného rodům Chuanjiesaurus a Rhomaleopakhus. Žil na území dnešní jižní Číny (provincie Jün-nan) v období střední jury (souvrství Čchuan-ťie (angl. Chuanjie)).

## Historie a popis
Fosilie tohoto sauropodního dinosaura z čeledi Mamenchisauridae byl původně považován za zástupce druhu Chuanjiesaurus anaensis, známého ze stejné lokality. Formálně byl  druh Analong chuanjieensis popsán v dubnu roku 2020 mezinárodním týmem asijských paleontologů. Je tak jedním z přibližně 48 nových druhů druhohorních dinosaurů, popsaných ve zmíněném kalendářním roce.
Stejně jako jeho blízcí příbuzní byl i Analong mohutným býložravým dlouhokrkým dinosaurem s masivním trupem, dlouhým krkem a ocasem a čtyřmi sloupovitými končetinami.